# Maḩalleh-ye Tāngaz-e Dūlāb
Maḩalleh-ye Tāngaz-e Dūlāb (persiska: تنگسر, محله تانگز دولاب, تم گس) är en ort i Iran.   Den ligger i provinsen Hormozgan, i den södra delen av landet, 1 100 km söder om huvudstaden Teheran. Maḩalleh-ye Tāngaz-e Dūlāb ligger 8 meter över havet och antalet invånare är 162.
Terrängen runt Maḩalleh-ye Tāngaz-e Dūlāb är platt åt nordväst, men åt sydost är den kuperad. Havet är nära Maḩalleh-ye Tāngaz-e Dūlāb åt nordväst. Runt Maḩalleh-ye Tāngaz-e Dūlāb är det ganska tätbefolkat, med 60 invånare per kvadratkilometer. Närmaste större samhälle är Chāhū-ye Gharbī, 3,4 km öster om Maḩalleh-ye Tāngaz-e Dūlāb. Trakten runt Maḩalleh-ye Tāngaz-e Dūlāb är ofruktbar med lite eller ingen växtlighet.